# Félix Susaeta y Mardones
Félix Susaeta y Mardones (? - Vitòria, 1948) fou un metge i polític basc. Era propietari rural d'Elburgo, conseller de dues societats elèctriques que proporcionaven electricitat a l'ajuntament de Vitòria, i un dels fundadors el desembre de 1929 del Partit Republicà Radical Socialista a Vitòria. A les eleccions generals espanyoles de 1931 fou elegit diputat per Àlaba amb 8.513 vots. El 19 de juliol de 1932 participà en l'assemblea celebrada pels ajuntaments basco-navarresos per a la discussió i aprovació de l'Estatut d'Estella.
A les eleccions generals espanyoles de 1933 es presenta com candidat del Partit Republicà Radical Socialista Independent però no fou elegit diputat en obtenir 4.856 vots. Posteriorment fou un dels fundadors d'Izquierda Republicana.